# Eraclea Minoa
Eraclea Minoa (in greco antico Ἡράκλεια Μινῴα; in latino Heraclea) fu un'antica città greca della Sicilia sud occidentale, fondata, secondo Erodoto, dai Selinuntini che la chiamarono originariamente Minoa.
Le sue rovine si trovano nell'area archeologica di Cattolica Eraclea, comune italiano della provincia di Agrigento.

## Toponimo
Venne chiamata Eraclea in onore di Eracle mentre  Minoa sembra collegarsi alla leggenda secondo cui il re cretese Minosse avrebbe inseguito Dedalo fino in Sicilia per punirlo del suo aiuto dato ad Arianna e Teseo  alle prese con il labirinto. Minosse avrebbe poi trovato la morte proprio in questi luoghi per mano dello stesso re sicano presso cui Dedalo si era rifugiato. Il regno di Kocalos era in effetti situato lungo le rive del fiume Platani con capitale Kamikos.

## Storia
La tradizione letteraria greca racconta di Dorieo del VI secolo a.C. Dorieo era un principe, figlio della prima moglie del re di Sparta Anassandrina II, che non riusciva ad avere figli. Pertanto Anassandrina II si sposò senza lasciare la prima moglie e da questa unione nacque Cleomene. La prima moglie riuscì infine a dare alla luce tre figli, Dorieo, Leonida e Cleombroto. In questi stessi anni la politica aveva Chilone come esponente di spicco e influenza verso un’ottica di esaltazione delle origini achee e non doriche degli Spartani. Quando il re Anassandrina II morì ci fu una disputa tra l’erede legittimo in quanto primo figlio, Cleomene e Dorieo. Dorieo non era l’erede legittimo, ma era nato dalla prima moglie e si era distinto nelle prove a cui l’educazione spartana ( agoge ) lo aveva sottoposto, inoltre Cleomene che in quanto erede era escluso dall’educazione degli Spartiati semplici, non aveva una buona fama, almeno secondo la tradizione di Erodoto che addirittura lo considerò pazzo. Nonostante questi presupposti, Cleomene aveva l’appoggio dell’eforo Chilone e Dorieo che anche nel nome rimandava ai Dori, partì da Sparta. Per evitare lotte dinastiche preferì allontanarsi da Sparta, seguì lo spirito secondo cui un nobile per non perdere il proprio rango, decideva di cercare nuove terre lontano dalla polis, colonizzando anche in luoghi lontani da casa ( apoikia ), luoghi in cui avrebbe potuto mantenere lo status sociale che la madrepatria non gli consentiva più, come nel caso di Dorieo.
Dorieo partì e intraprese la via del mare, atterrando prima nei pressi di Cirene,antica colonia di Santorini (Thera) e per via indiretta di Sparta che la occuparono intorno all’ VIII. Dorieo in Libia, vicino Cirene cercò di conquistare Eurispedes, ma fallì e intraprese un nuovo viaggio, questa volta verso la Sicilia. In Sicilia il principe Dorieo morì e uno dei suoi compagni fondò Eraclea Minoa
Dalla fine del VI secolo a.C., Eraclea Minoa passò sotto il dominio di Akragas e successivamente alla invasione punica del 409 a.C. passò nella zona sotto il controllo cartaginese: durante le guerre greco-puniche il vicino fiume Platani ha segnato per secoli la linea di confine naturale tra la epicrazia cartaginese in Sicilia ed i territori sotto l'influenza siracusana.
Contesa tra greci e cartaginesi cadde, ora in una, ora nell'altra mano, finché nel III secolo a.C. non divenne colonia romana. Dal I secolo a.C. in poi venne abbandonata.

### Heraclea: età romana
La città viene riportata nelle Verrine di Cicerone tra le civitates decumanae della Sicilia romana. Nel 131 a.C. il pretore Publio Rupilio vi dedusse una colonia, da cui si suppone che la città si spopolò quasi del tutto durante la prima guerra servile.
Riporta Cicerone che anche Eraclea fu oggetto delle vessazioni di Verre:
(Marco Tullio Cicerone, In Verrem, II, 2,125. Traduzione di Laura Fiocchi e Nino Marinone)
Narra lo stesso Cicerone il suo arrivo notturno a Eraclea:
(Marco Tullio Cicerone, In Verrem, II, 5,129. Traduzione di Laura Fiocchi e Dionigi Vottero)
Gli scavi archeologici documentano l'abbandono della città poco dopo la metà del I secolo a.C.

## Area archeologica

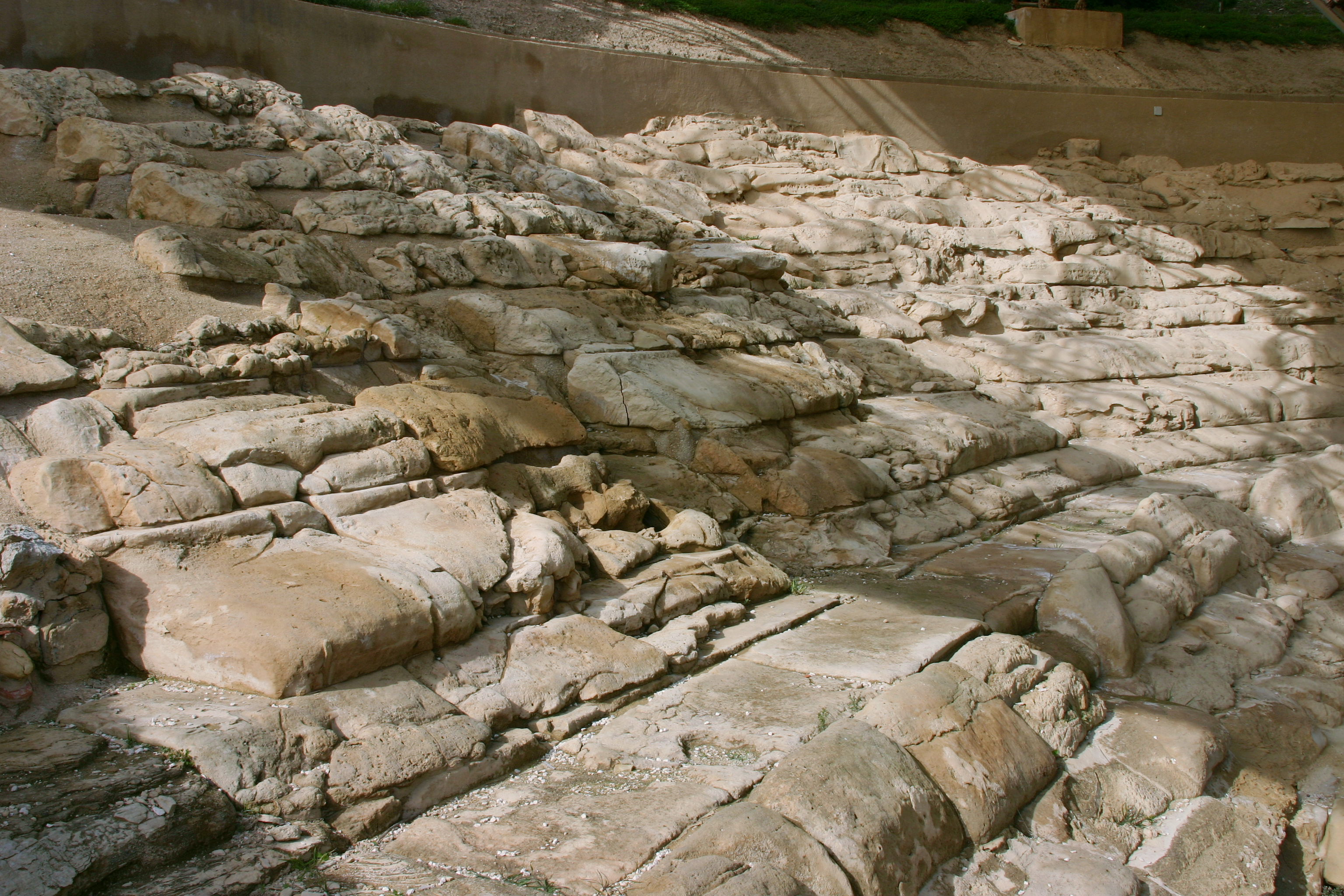
Gradinate del teatro

Gli scavi archeologici sulle rovine vennero intrapresi in maniera sistematica a partire dal 1950.
La città viene considerata tipica per comprendere l'urbanistica delle città ellenistiche e romane. Di grande interesse sono: il teatro, costruito alla fine del V secolo a.C., che si apre con la cavea, divisa in nove settori a dieci gradoni, verso il Mar Mediterraneo; il quartiere delle abitazioni ellenistiche e romane con impianto urbanistico ad "insulae", separate da strade parallele; l'Antiquarium, che raccoglie una selezione di reperti ceramici e statuette votive provenienti dall'abitato e dalla necropoli.
Sono in parte visibili anche i resti della cinta muraria della città costruita tra la fine del VI e la fine del IV secolo a.C., della lunghezza stimata di circa 6 chilometri. A nord-est delle mura si riconoscono ancora otto torri quadrate.

## Ubicazione

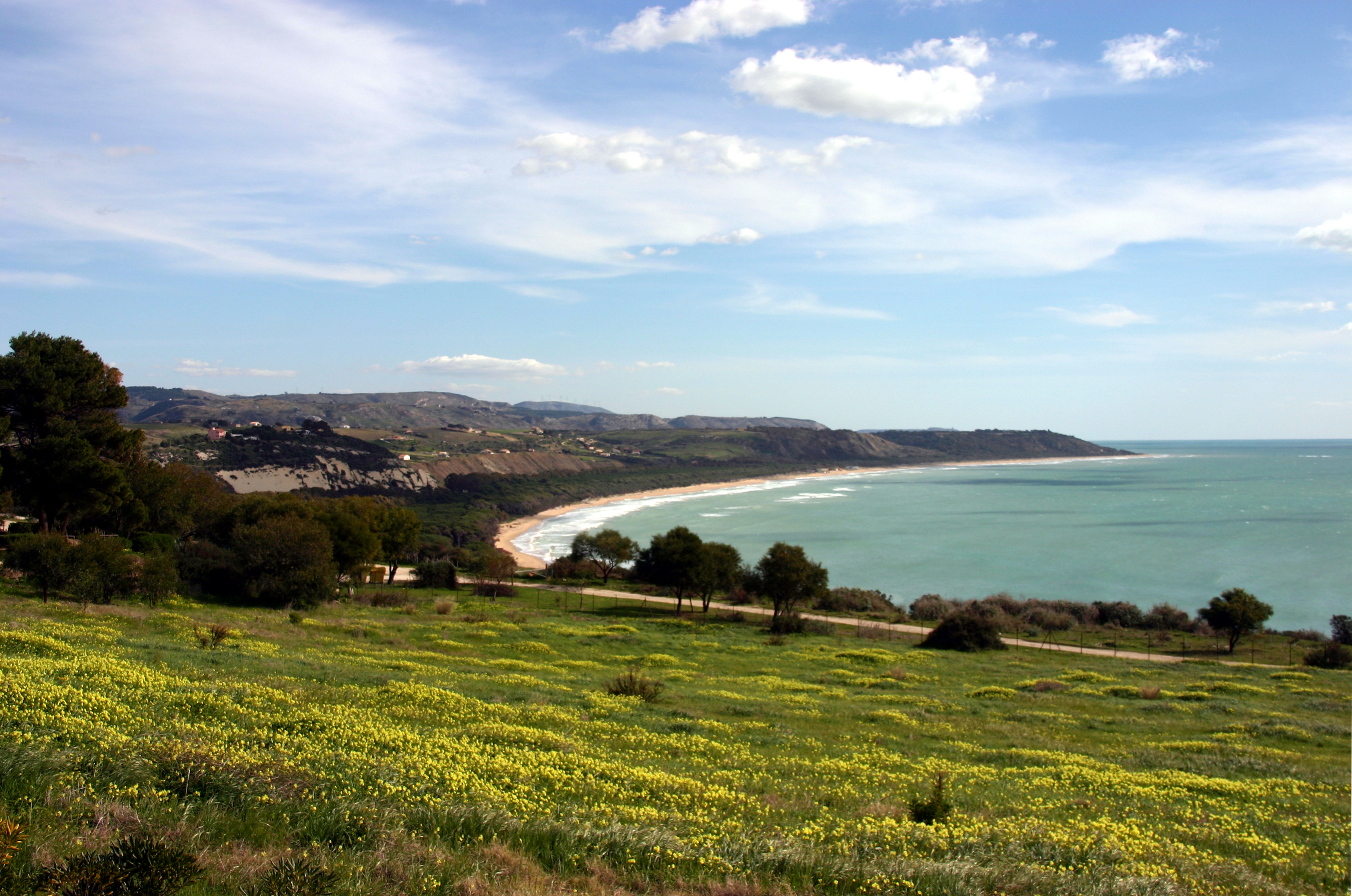
Il litorale di Minoa visto dal sito archeologico

Eraclea Minoa è posta nel territorio del comune di Cattolica Eraclea in prossimità del fiume Platani (antico Alico); la zona oggi prende il nome di Capo Bianco per via di una candida collina marnosa che si protende sul mare nelle vicinanze.
È facilmente raggiungibile, provenendo da Agrigento per mezzo della Strada statale 115, dopo il bivio per Montallegro, svoltando sulla destra seguendo poi la relativa segnaletica.

## Monetazione
A Eraclea Minoa è attribuibile una rara emissione dedicata al culto di Eracle.

### Fonti primarie
- Marco Tullio Cicerone, In Verrem